# António Chainho

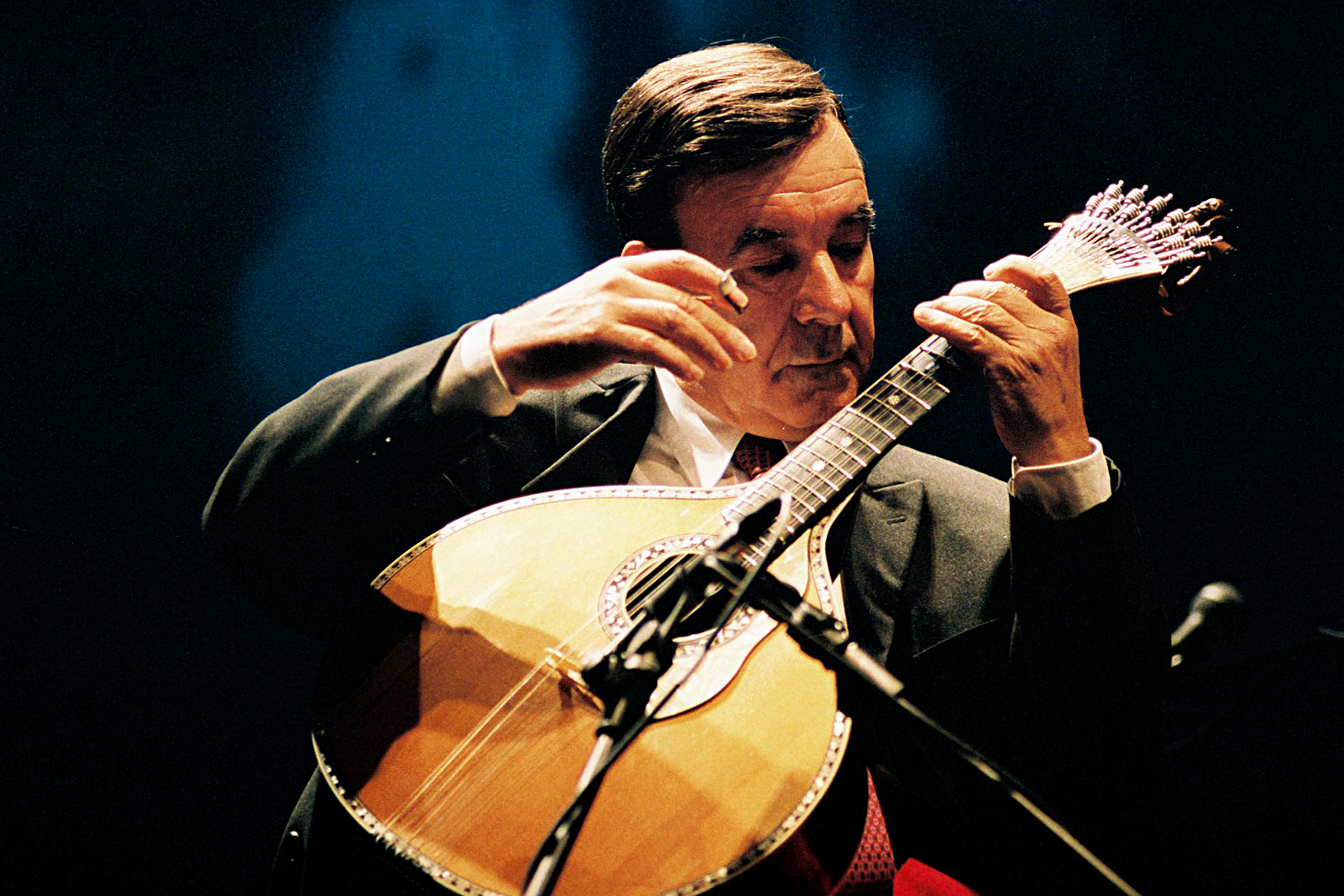
António Chainho

António Dâmaso Chainho (* 27. Januar 1938 in São Francisco da Serra, einer Gemeinde im Kreis Santiago do Cacém) ist ein portugiesischer Komponist und gilt als ein Meister der Portugiesischen Gitarre.

## Leben

### Anfangsphase

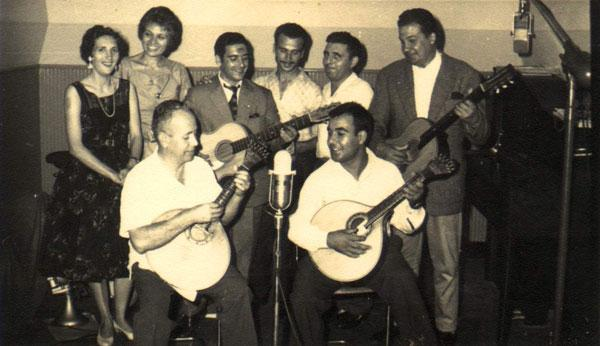
Chainho 1962 bei Radioaufnahmen (rechts, sitzend)

Als Kind hörte er Fado, im Radio des Cafés seines Vaters, der in der Freizeit Portugiesische Gitarre spielte. 1960 wurde Chainho zum Militärdienst eingezogen. In dem Rahmen war er eine Zeit in Lissabon, wo er erstmals öffentlich in Lokalen die Portugiesische Gitarre spielte. Anschließend wurde er von 1961 bis 1963 in die portugiesischen Kolonien abkommandiert.
Er wurde in Beira (Mosambik) stationiert, wo er im Radio auftrat und eine Konzertreise durch die Überseeprovinz Mosambik für die Militärkräfte absolvierte. Nach seiner Rückkehr zog er 1965 nach Lissabon und wurde Gitarrist in verschiedenen Fado-Lokalen, etwa A Severa, A Toca oder auch dem O Faia von Lucília do Carmo. Er begleitete einige der bedeutendsten Fadistas seiner Zeit, sowohl live als auch bei Schallplattenaufnahmen, darunter Alfredo Marceneiro, Hermínia Silva, Carlos do Carmo oder auch dessen Mutter Lucília do Carmo.
Seine erste Schallplatte veröffentlichte er 1966, eine EP mit dem Titel Guitarradas. In den nächsten 25 Jahren begleitete er zusammen mit dem Gitarristen José Maria Nóbrega den Sänger Carlos do Carmo auf seinen Tourneen durch Europa, Brasilien, Japan und die USA.

### Zweite Phase
Nach der Nelkenrevolution begleitete er in den 1970er und 1980er Jahren auch Musiker außerhalb des Fados, etwa Tonicha, José Cid oder José Mário Branco. Seit den 1980er Jahren spielt er nicht mehr regelmäßig in Fado-Lokalen. Neben der Konzertbegleitung für Carlos do Carmo und Frei Hermano da Câmara arbeitete er in der Zeit unter anderem mit José Afonso. Bedeutend war seine Arbeit mit Rão Kyao bei 3 seiner Alben (Fado Bailado 1983, Estrada da Luz 1984 und Danças de Rua 1987). Hier kam er mit Musik aus anderen Stilen und Kulturen in Berührung, die ihn in seiner zukünftigen Arbeit neu inspirierten.
1974 eröffnete er in Cascais das Fado-Lokal O Picadeiro, zusammen mit zwei weiteren Fadistas. 1977 nahm er sein Album António Chainho: Guitarra Portuguesa auf. Er produzierte auch gelegentlich Aufnahmen von Fadosängern, etwa von Mísia (1991) oder Camané (1982).

### Dritte Phase

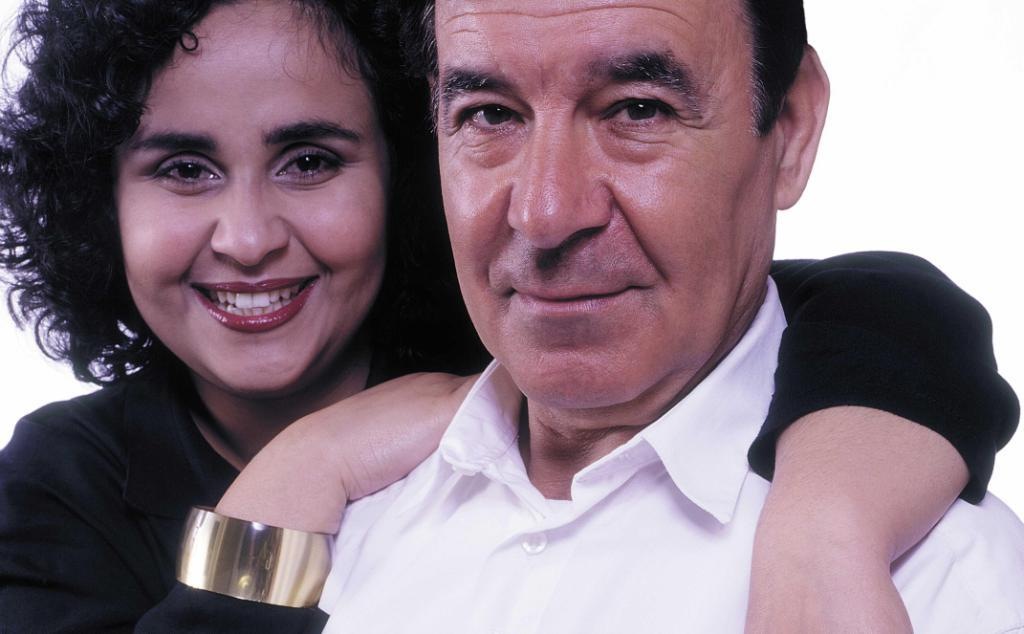
Marta Dias und António Chainho

Die 1990er-Jahre waren für Chainho gekennzeichnet durch seine Solokarriere und seine Arbeit als Komponist. Er veröffentlichte eine Reihe Soloalben. Zu nennen ist hier insbesondere A Guitarra e Outras Mulheres (dt.: „Die Gitarre und andere Frauen“) von 1998. Durch seine Mitarbeit am Projekt Red Hot + Lisbon (1998) lernte er Andrés Levin kennen, der im gleichen Jahr das Album für ihn produzierte. Es erschien in einer Phase des wiedererstarkten Interesses am Fado und verkaufte sich 20.000 Mal (Platin-Status in Portugal). Verschiedene Gastsängerinnen singen hier seine Kompositionen, neben jungen Namen wie Ana Sofia Varela oder Marta Dias sind darunter Teresa Salgueiro von der Gruppe Madredeus und Nina Miranda von der britischen Trip-Hop-Gruppe Smoke City.
2000 wendete er sich der Musik Brasiliens zu und nahm das Album Lisboa-Rio auf. In der Folge wird er von Adriana Calcanhotto für ihre Portugal-Tour eingeladen, und Maria Bethânia bittet ihn für Konzerte in Rio de Janeiro und São Paulo zu sich. José Carreras lädt ihn für sein Konzert im Lissabonner Pavilhão Atlântico auf die Bühne ein.
2010 verband er in seinem Projekt LisGoa Klänge Portugals und Indiens. Für die Zukunft verspricht er sein erstes konventionelles Fado-Album, also ein Album mit Fado-Liedern, von ihm komponiert und von Fadosängern traditionell vorgetragen, nur von seiner Portugiesischen Gitarre und einem klassischen Gitarristen begleitet.

## Rezeption
Er ist heute einer der international meistzitierten Gitarristen und Komponisten für die portugiesische Gitarre und wird häufig als „Meister der portugiesischen Gitarre“ betitelt.
Dabei scheint er niemals eine nostalgische, sondern eine stets zeitgemäße Beziehung zur Musik zu haben. In den 1960er-Jahren begleitete er namhafte Fadistas in den Fadolokalen wie Lucília do Carmo oder Maria Teresa de Noronha. Auch hat er in den 60ern Hey Jude von den Beatles für den Fadista Carlos Bastos als Fado arrangiert und Rão Kyao in den 1980er Jahren begleitet, als dieser mit seinem Saxofon „Fado sang“. In jüngeren Zeiten spielte er mit so unterschiedlichen Sängerinnen wie Tereza Salgueiro oder k.d. lang. Er hat sowohl mit der exzentrischen Elektro-Tribal-Rock-Band Blasted Mechanism als auch dem London Philharmonic Orchestra aufgenommen.
Er ist bekannt für seine Experimentierfreudigkeit, zuletzt beim LisGoa-Projekt, wo im Geiste Goas indische und portugiesische Klänge und Musiker zusammentreffen.

## Diskografie
- Guitarradas 1966
- Guitarra Portuguesa 1980

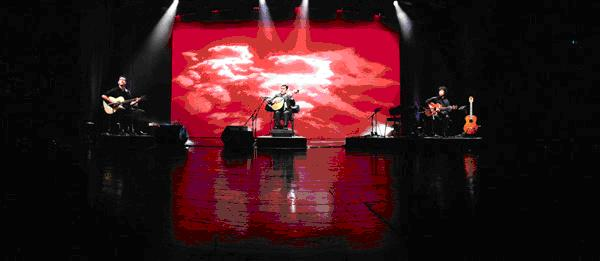
Bei den Aufnahmen zum Livealbum 2003 im Centro Cultural de Belém

- The London Philharmonic Orchestra 1995
- A Guitarra e Outras Mulheres 1998
- Lisboa-Rio 2000
- António Chainho e Marta Dias ao Vivo no CCB 2003 (auch DVD)
- LisGoa 2010